# Красилів

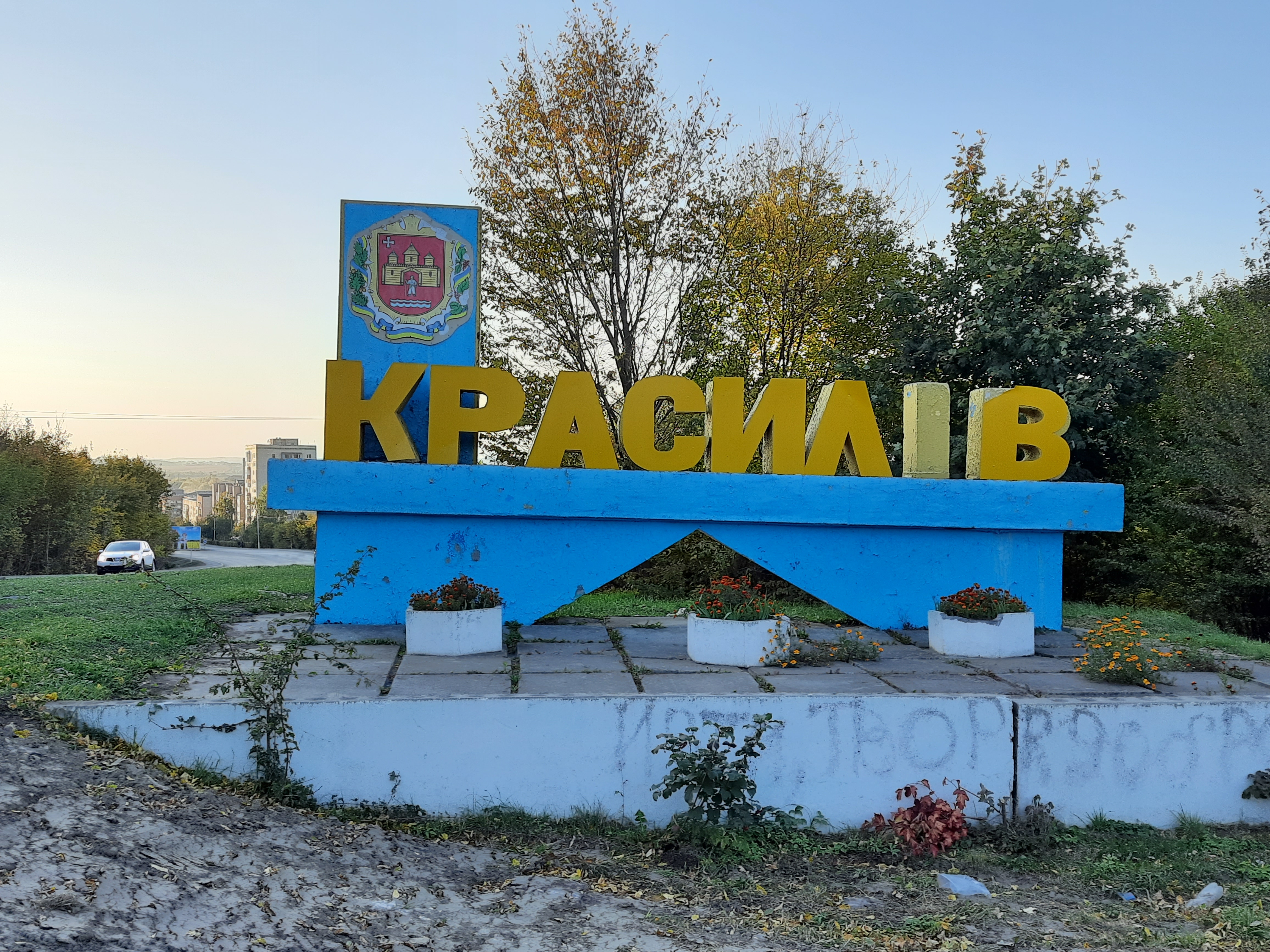
Стела при в'їзді в місто

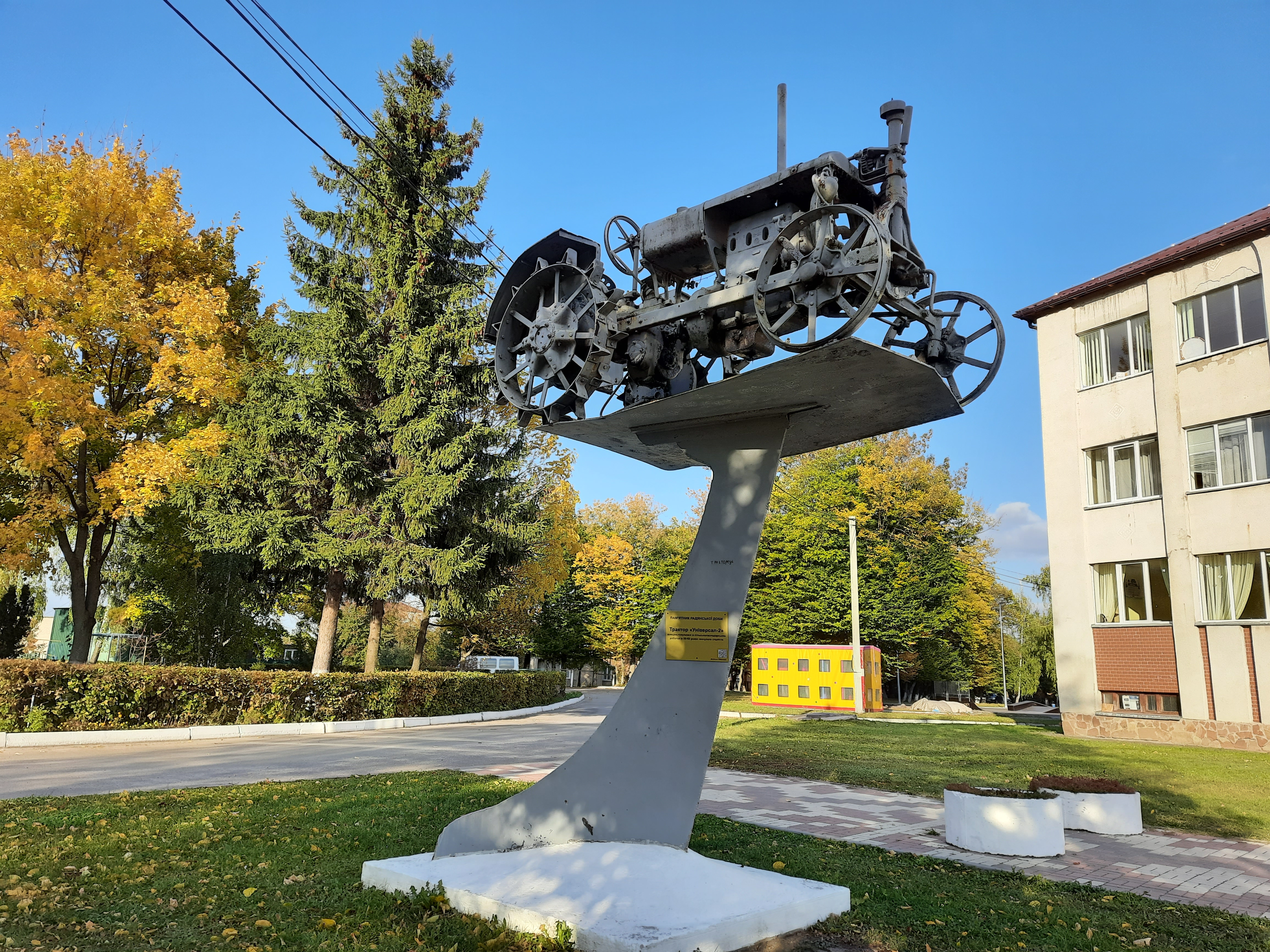
Пам'ятник трудової діяльності

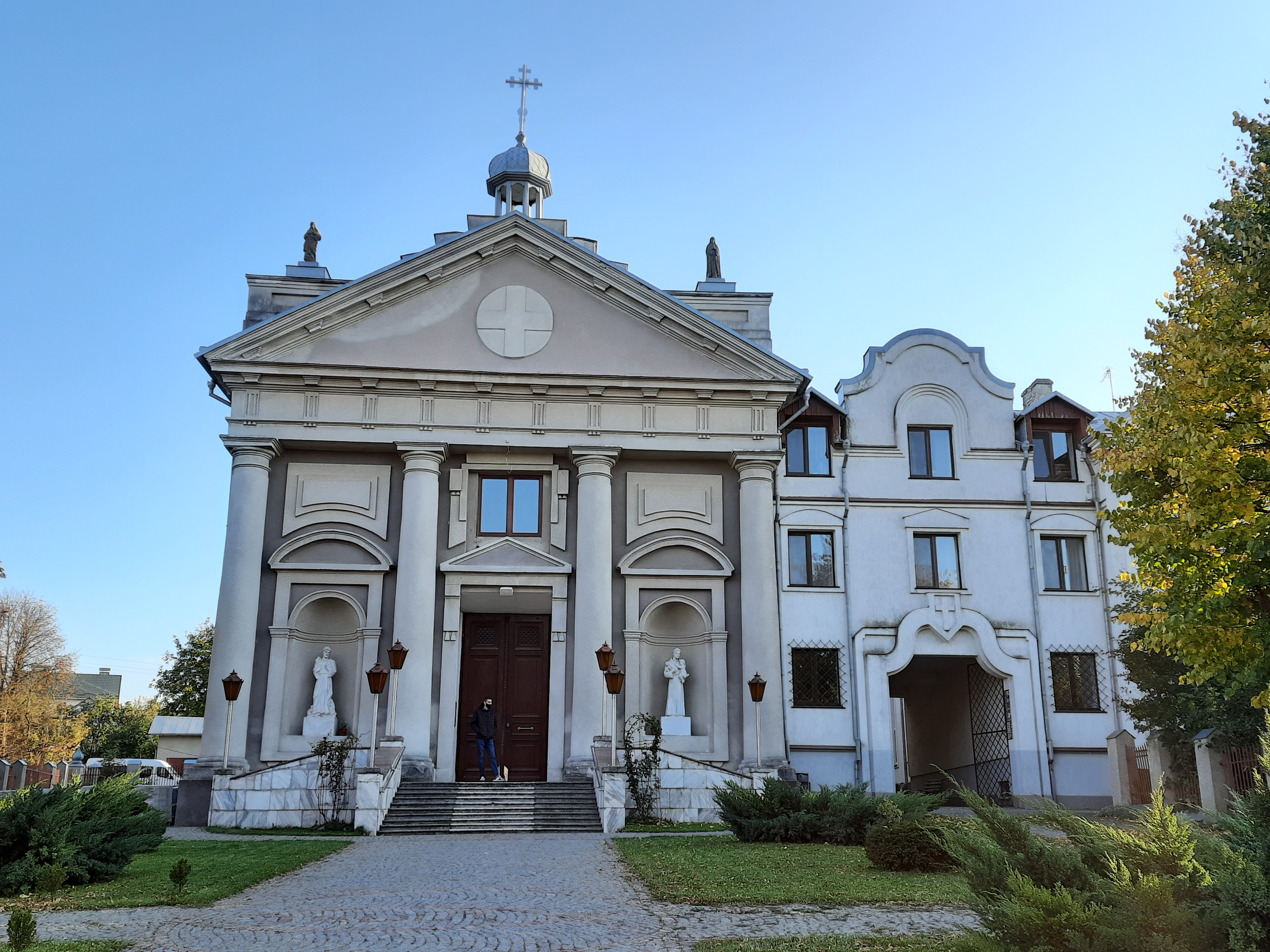
Костел Серця Ісуса

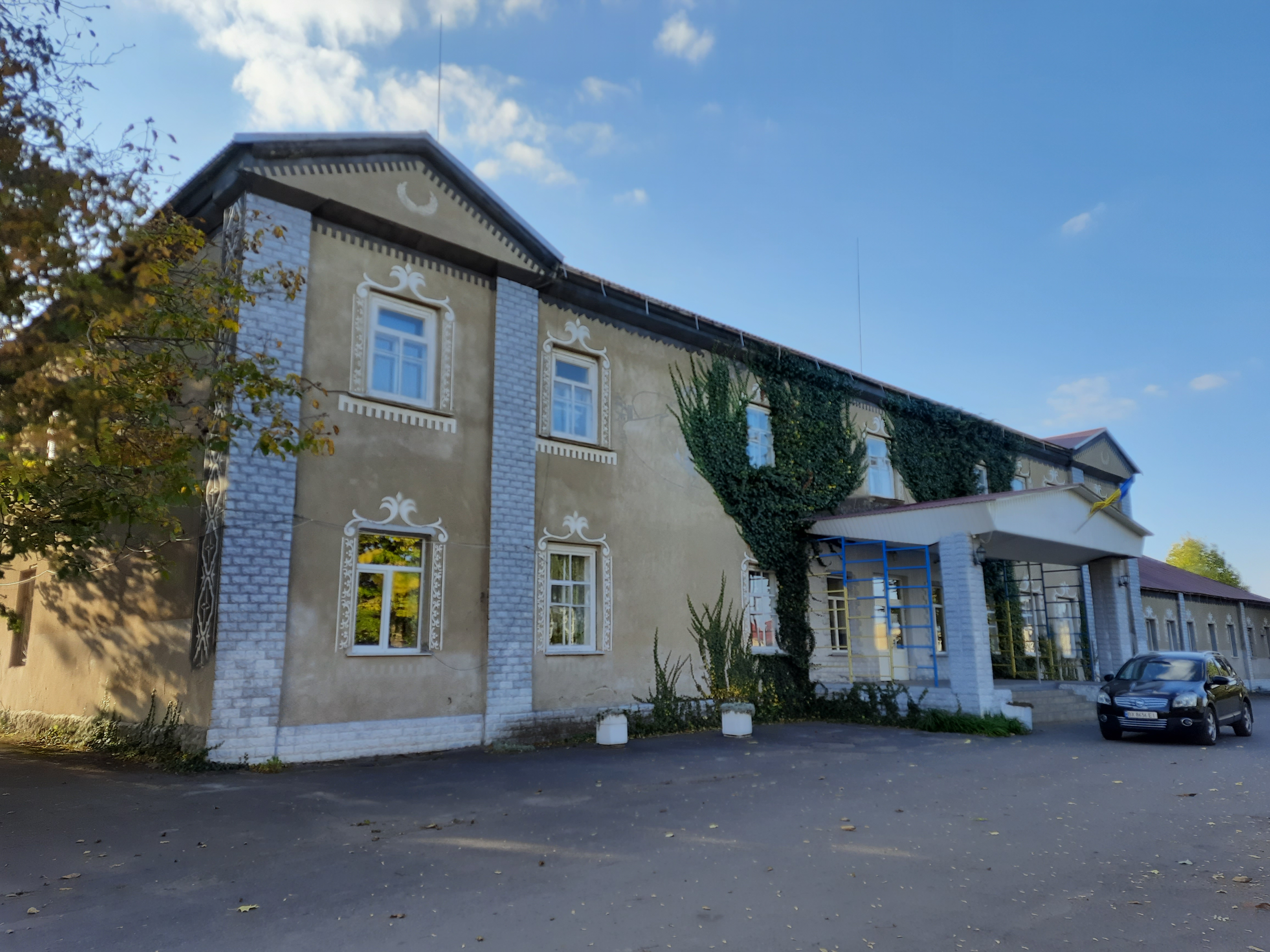
Садибний будинок

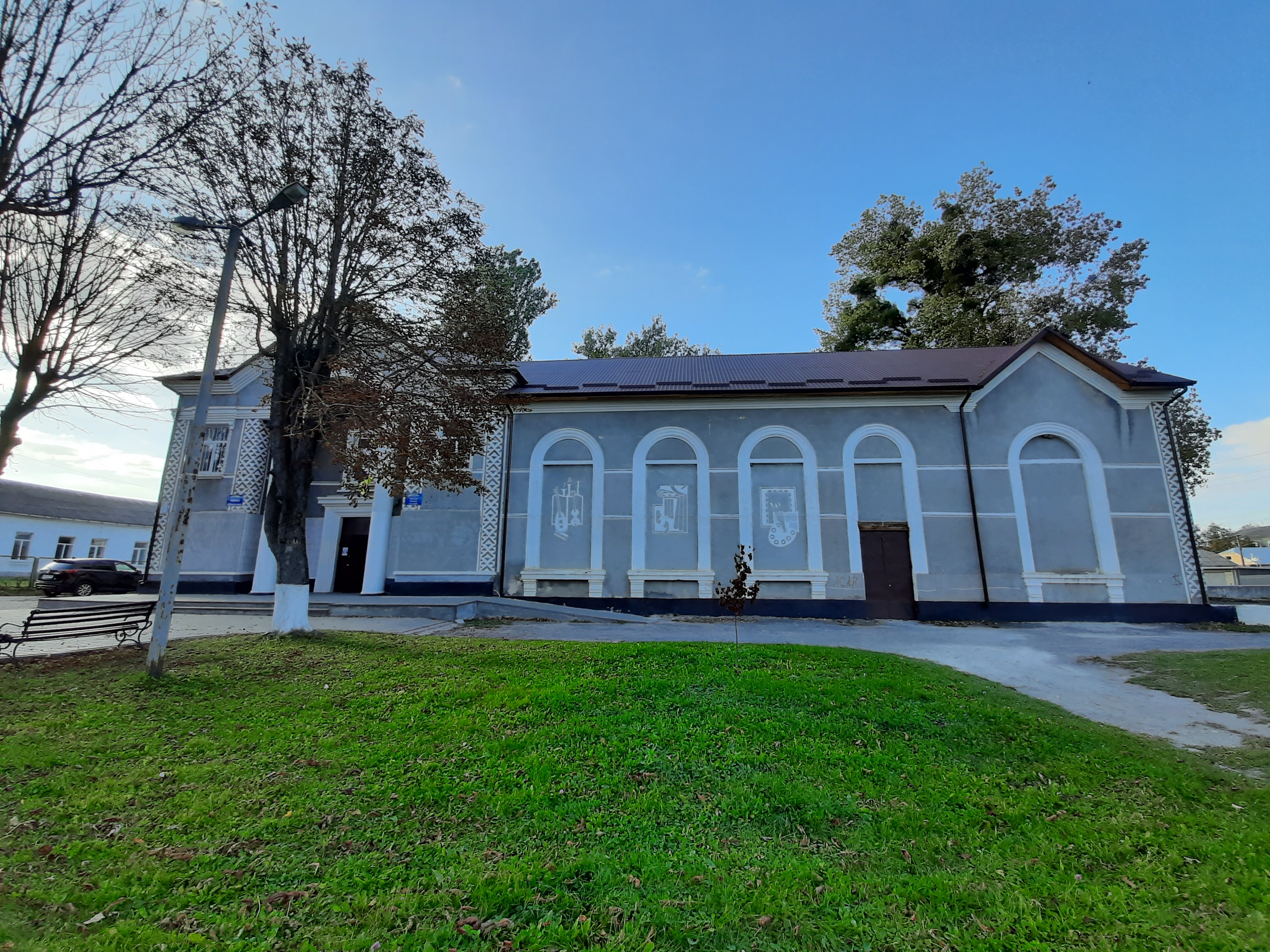
Будинок культури

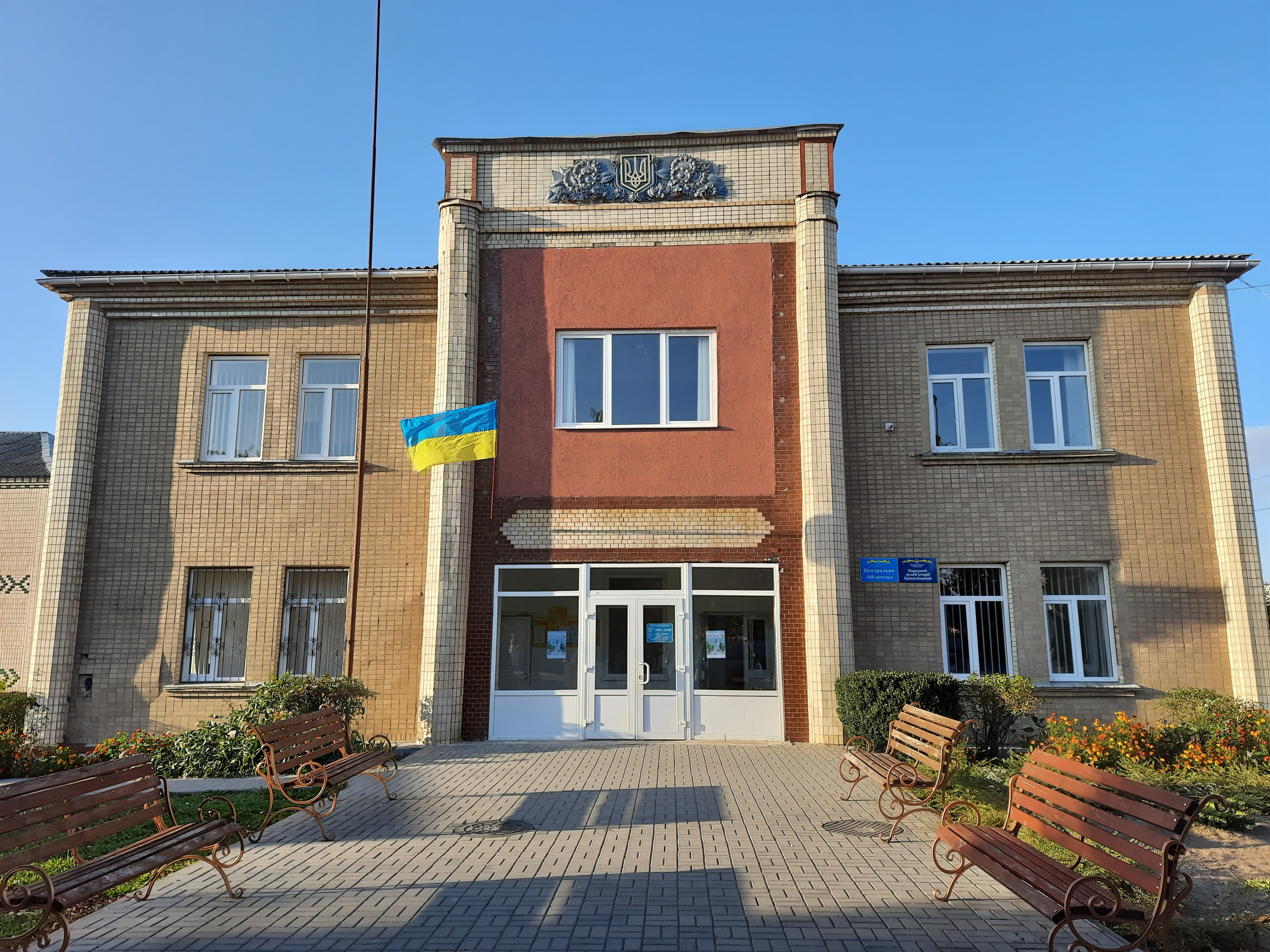
Центральна бібліотека, музей

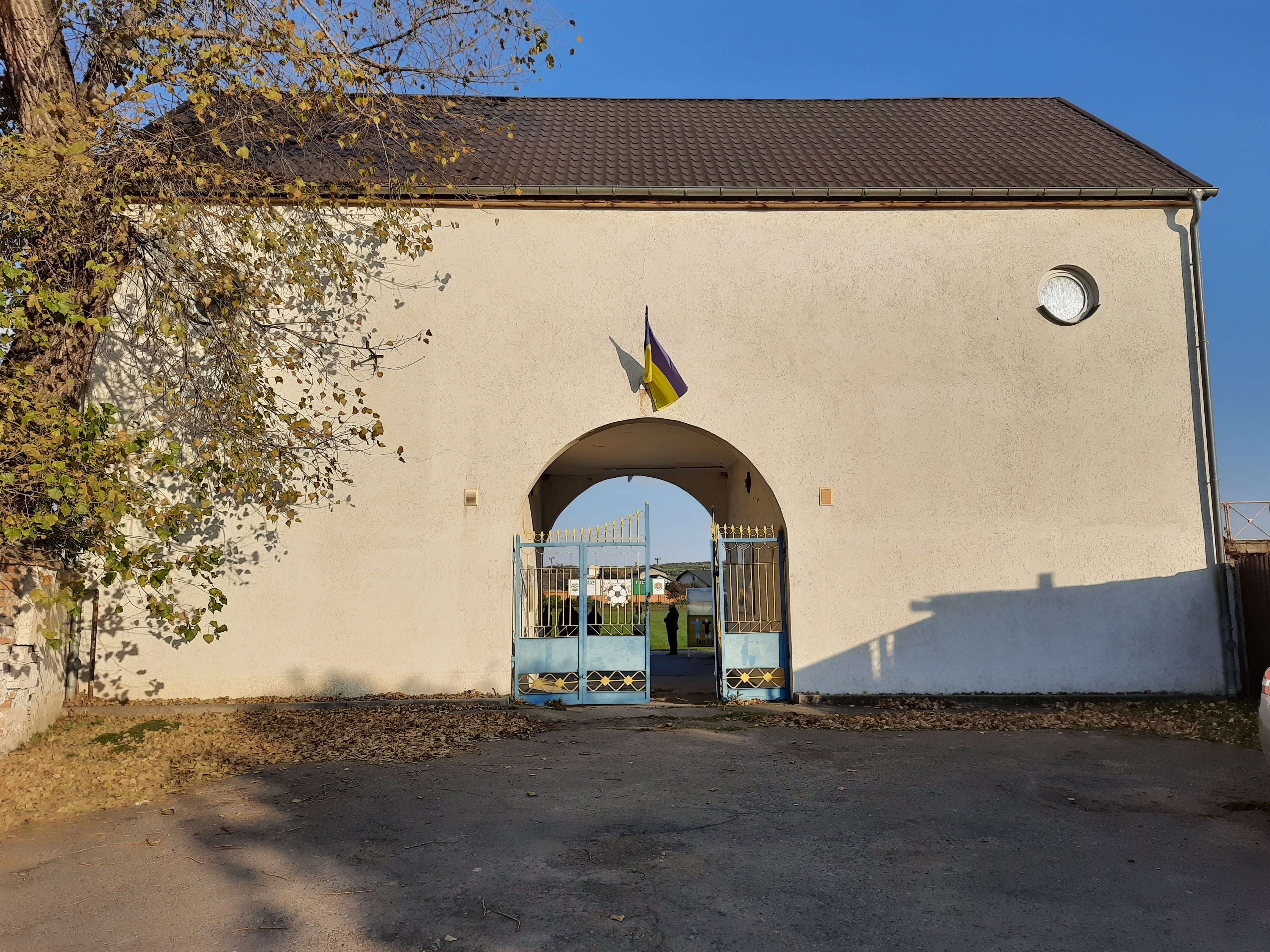
Міський стадіон

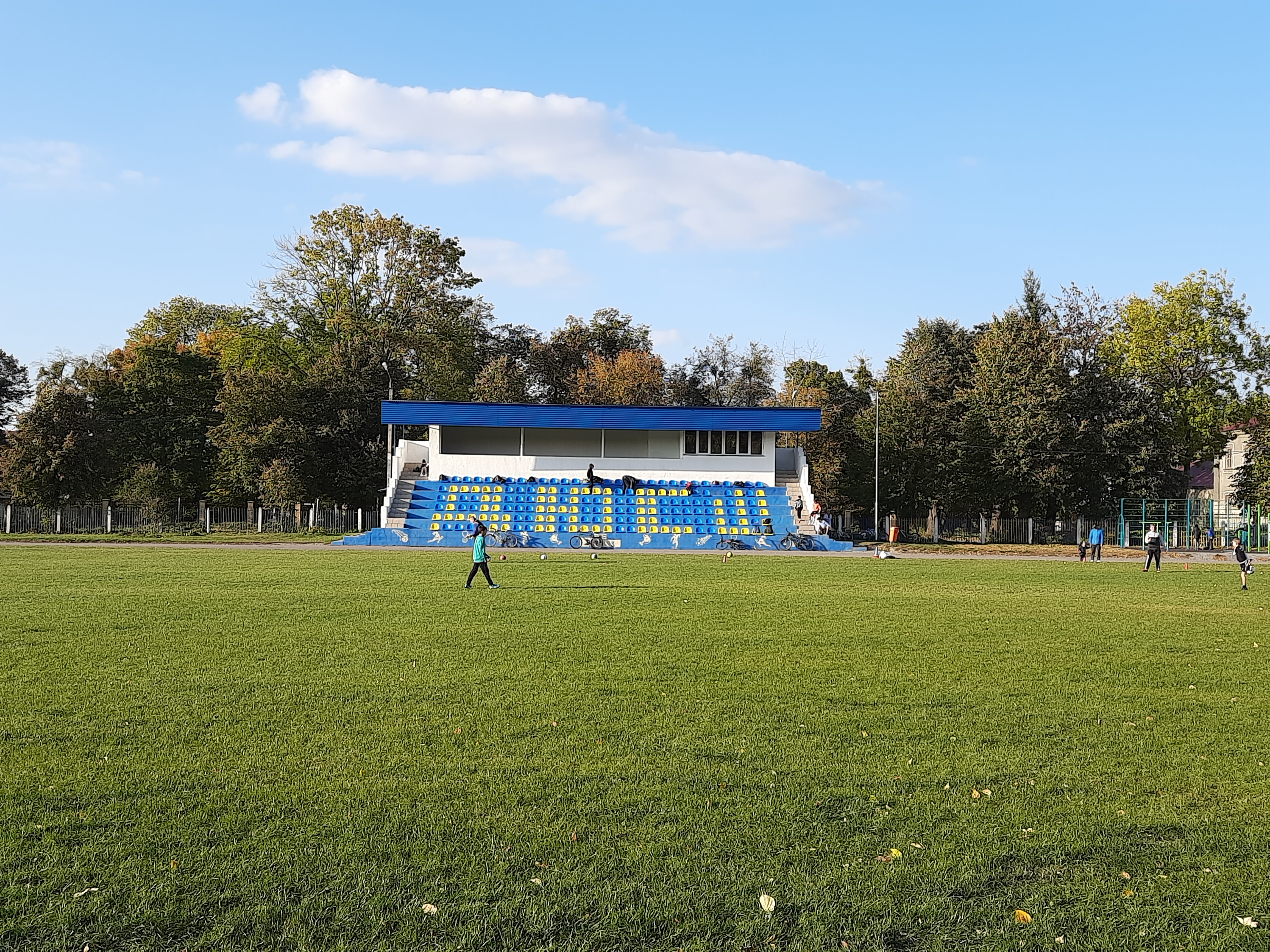
Хмельницький р-н, Хмельницька обл.

Краси́лів —  місто в Україні адміністративний центр Красилівської міської громади Хмельницького району Хмельницької області.

## Етимологія
Про походження назви поселення відомий український письменник Ю. М. Кругляк в книзі «Ім'я вашого міста» пише: «Красилів — смт. Хмельницької області. Вперше згадується у 1444 році. Найдавніша назва Красне. За переказами вона відбила красиву мальовничу місцевість, де осіли перші поселенці. Присвійний суфікс і вказує на можливе походження назви від прізвища Красило».
Натомість одна легенда, найпоширеніша, свідчить, що назва Красилів походить від словосполучення двох слів «краса» і «сила». Бо жили у цій місцині красиві і сильні люди (красиві дівчата і сильні юнаки).
Є ще одна легенда, котра говорить про те, що, коли на поселення напали татари, то вони вирізали майже все населення, аж кров людська текла потоками. Річка від крові стала червоною (красною), тому і з'явилася назва Красне, а згодом — Красилів.

## Географія

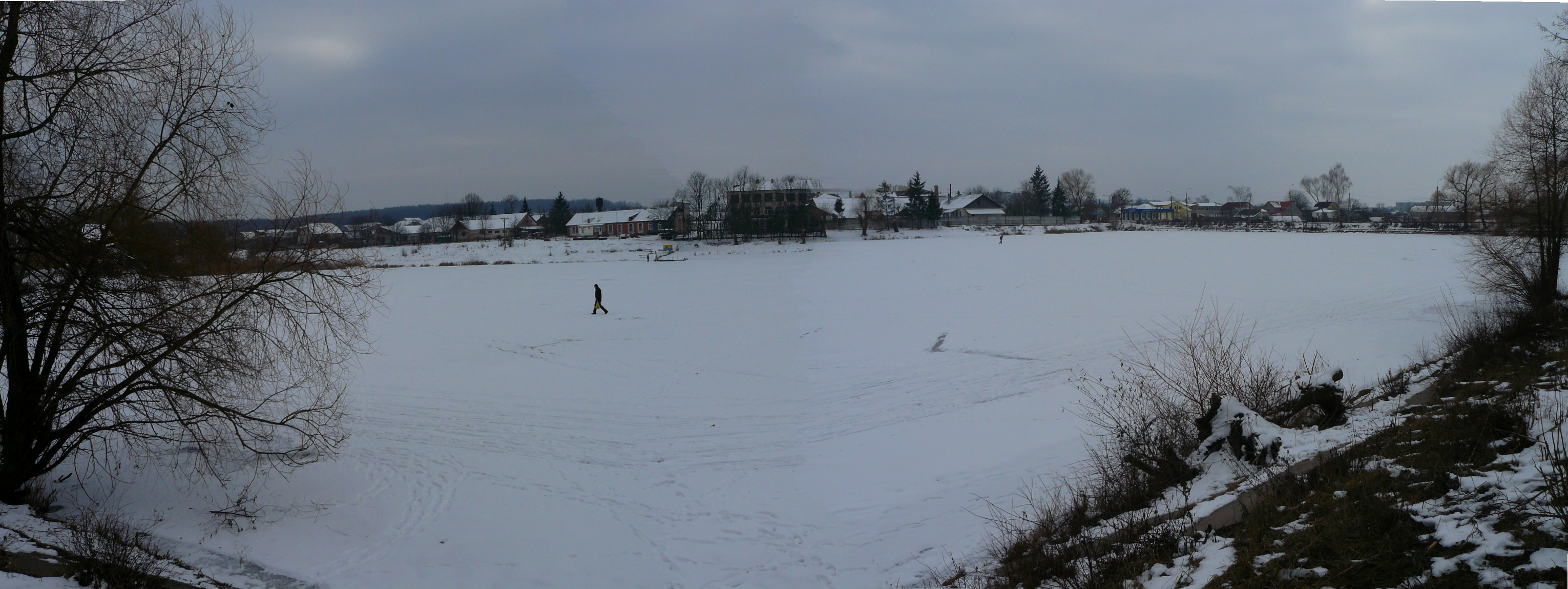
Ставок «Левада»

Місто розташоване за 3 км від залізничної станції Красилів на лінії Старокостянтинів I — Гречани, за 36 км від Хмельницького. Місто розташоване в першій агрокліматичній зоні (вологій, помірно теплій).

## Історія
Найдавніші поселення на Красилівщині відносяться до доби неоліту (VI—III тис. до н. е.) на річці Бужок біля села Котюржинці. Неукріплені поселення скіфів-орачів археологи знайшли біля сіл Вереміївка, Заруддя, Пашутинці, Корчівка. Відомі також поселення черняхівців поблизу сіл Западинці, Мотрунки. Поселення трипільців зафіксовані біля сіл Западинці, Мала Клітна, Пашутинці, Вереміївка.
Літописи стверджують про існування тут у XII столітті так званої Болоховської землі, до складу якої входила східна частина колишнього Красилівського району. Досі збереглися в районі села Берегелі на лівому березі річки Бужок залишки землі — Білобережжя. Це городище розміщене в урочищі Замчиська і являє собою округлий дитинець, укріплений навколо валом і ровом. Залишки давньоруського городища в м. Красилові датуються X—XII століттями.

### Середньовіччя
Перша письмова згадка про Красилів збереглася в акті від 16 січня 1444 року, за яким литовський князь Свидригайло в жалуваній грамоті надавав своєму васалу (слузі) Михайлу Олехновичу «за його вірну службу» у володіння села Кременецького повіту, у тому числі «Красилів над Случем». Хоча серед дослідників минувшини називається ще одна дата — 1437 рік. Йдеться про іншу жалувану грамоту того ж князя, надану Михайлу Олехновичу. Впродовж 1497 −1620 років Красилів був власністю Острозьких. В цей час засновується Красилівський замок.

### Ранній новий час
На початку XVI століття Красилів поступово перетворюється в адміністративний центр Кузьминської волості. Справця збудованої дерев'яної фортеці вже керує всіма збройними силами краю. 9 вересня 1517 року Красилів набув статусу міста з обмеженим магдебурзьким правом.
У XVI — першій половині XVII стооітті згадується як мале місто (містечко). Спочатку це торгово-ремісничий центр Кузьминської, з 1560-х років XVI століття — Красилівської (Красної) волості.
З кінця XVI століття містечко зазнавало спустошливих нападів татар. Мужньо зустріли ворога і завдали йому нищівного удару жителі міста у 1573 році. Напади повторилися у 1593 і 1618 роках. Містечко було дуже зруйновано, багато жителів загинуло або потрапило в полон.
Наприкінці XVI століття — початку XVII століття Красилів став власністю Януша Острозького. Значного розвитку в маєтку набуло зернове господарство.
У володінні князів Острозьких Красилів перебував до 1620 року, потім містечко переходить, спочатку, до князів Заславських, потім до Любомирських, потім до Сангушків.
Населення містечка брало участь у боротьбі проти польського панування (визвольна війна, гайдамацький рух 1648—1654 рр.). 1748 року в гайдамацькому загоні, оточеному шляхтою біля Погребища, було декілька вихідців з південної Волині, зокрема, А. Полянович з Красилова. Його в числі інших за участь у повстанні було засуджено на каторжні роботи.
1649 року до Красилова прибуває козацька сотня на чолі з Кривоносенком — сином М. Кривоноса. Ці заходи виявилися своєчасними, бо вже на початку травня польське військо перейшло річку Горинь, укріпилося у Заславі та в Купелі, незабаром почало воєнні дії.
Згідно з Кольбушівською згодою, з 1753 року Красилів з понад 30 іншими селами і містечками перейшов у володіння мстиславського воєводи Ігнація Сапеги. На переломі XVIII—IX століть спадкоємцем Красилівського володіння, до якого в той час належало тільки 18 сіл, був його онук Миколай Сапега (1779—1843) — полковник французьких військ і камергер Наполеона І. Миколай Сапега заснував у містечку католицький костел Серця Ісуса (1820—1830). Після Миколая Сапеги урізане володіння Красилівське успадкувала одна з його дочок — Ідалія, яка у 1837 році обвінчалася з Костянтином Чорбою.

### Новий час
Після смерті Ідалії Чорби (померла у 1861 р.) від її дітей у 1865 році Красилів придбало знову змізернілим і в значних боргах французьке цукрове товариство. Скупивши в своїх руках 2/3 всіх акцій, черговим його власником через деякий час став Емерик Маньковський (1826—1918 рр.). За свого життя передав цей маєток своєму синові Ємерику-молодшому і поселився там на постійно.
Під час проведення реформи 1861 року селяни Красилова повинні були вносити великі викупні платежі за землю. Останніми власниками Красилова були сини Емерика Маньковського: Кароль (1899—1956 рр.), також Юзеф (помер 1904 р.)
Наприкінці XIX століття тут проживало близько 60 відсотків українців і 40 — євреїв. Євреї свого часу справили неабиякий вплив на соціальний та економічний розвиток міста над Случем. З'явилися вони тут на межі XVI та XVII століть, але невдовзі були знищені козацькими загонами. Відродилося єврейське життя у першій половині XVIII століття. Наприкінці цього століття споруджена велика кам'яна синагога. За ревізією 1847 року, «Красилівське єврейське товариство» складалося із 1737 душ. А в 1897 році тут нараховувалося 2563 євреї, що становило близько сорока відсотків від загальної чисельності населення.
Місцеве акціонерне товариство у 1842 році пустило в дію цукроварню.

### Новітній час
Перша світова війна й українська революція відкинули Красилів в сфері економіки, на багато років назад. Більшість його підприємств призупинили свою діяльність, а деякі з них розпалися назавжди. З встановленням радянської влади тут створюється сільська рада, хоча до 1925 року ще зберігався статус містечка.
7 березня 1923 року Красилів став центром однойменного району, з населенням 6005 чоловік. Більша частина населення займалася індивідуальним сільським господарством.
У 1930 році Красилів переведено до категорії селищ міського типу. З 3 лютого 1932 року по 26 лютого 1935 року він був позбавлений статусу районного центру, який на той час перенесено до Антонін.

#### Голодомор 1932—1933 років
У Красилів, як і у інші села району, прийшло страшне лихо — голод. Архівні матеріали розкривають, що безпосередньою причиною голоду на початку тридцятих років в Україні був злочинний курс Сталіна та його найближчого оточення щодо селянства.

#### Друга світова війна
Нацисти окупували Красилів 8 липня 1941 року. Було утворено районну управу та інші органи нової влади, які підпорядковувалися Антонінському гебітскомісаріату. За часів німецько-нацистської окупації гітлерівці та їх прислужники розстріляли 3255 мирних жителів, 474 чол. забрали на каторжні роботи до Німеччини, спалили 117 житлових будинків. За героїзм і ратні подвиги на фронтах війни 240 красилівчан удостоєні урядових нагород, Петро Кізюн став Героєм Радянського Союзу. У 1942—1943 р.р. тут діяла підпільна організація, яку фашистам вдалося викрити. Більшість підпільників загинуло.
Радянські війська визволили Красилів 9 березня 1944 року.
1957 року місту було надано статус робітничого селища, а з 1964 року — стає містом районного підпорядкування.

#### Відновлення незалежної України
У 1991 році ввевведено в експлуатацію поліклініку на 375 відвідувань за зміну.
1994 року засновано ДП ЗАТ «Оболонь» «Красилівське». За роки існування підприємство розширилось, освоїло найсучасніші технології з виготовлення мінеральних вод, безалкогольних та слабоалкогольних напоїв, питної води негазованої. Підприємство неодноразово нагороджувалось, як переможець Всеукраїнського конкурсу «Найкраща торгова марка України» почесними дипломами за високу якість мінеральної води «Оболонська-2» та дипломом фіналіста Всеукраїнського фіналіста Всеукраїнського конкурсу якості продукції «100 найкращих товарів України» за 1 місце у номінації «Продовольчі товари».
1996 рік — створення СП ТОВ «Арсенюк- Штефанік», яке спеціалізується на продажі і технічному обслуговуванні автомобілів «Рено». СП ТОВ «Арсенюк-Штефанік» є лауреатом Всеукраїнського конкурсу якості продукції — «100 найкращих товарів України».
У 1997 році Красилівський цукровий завод першим в області розпочав виробничий сезон, переробивши за добу 16000 т цукрових буряків.
У 2000 році на Красилівському агрегатному заводі було прийняте рішення щодо розробки конструкції опалювальної техніки, а у травні 2001 року виготовлені перші апарати опалювальні «Вулкан».
У жовтні 2001 році з'явилася перша випічка ТМ «Мамин хліб» (м. Красилів). Нині — це близько 150 найменувань різноманітної випічки, хліб, булочки, торти та тістечка.
Відкрите акціонерне товариство «Красилівський машинобудівний завод» є одним із провідних підприємств багатогалузевого холдингу «Укртехнопром». Завод є лідером в області машинобудування для цукрової, комбікормової галузей, харчової промисловості входить в п'ятірку найбільших виробників газових котлів побутового та виробничого призначення України.

## Релігія
- церква святого Володимира Великого (2006, УГКЦ)

## Населення
У 1897 році у місті налічувалося 3591 осіб православного віросповідання (51,3 %), 2563 юдеїв (36,6 %) та 838 римокатоликів (12,0 %).
У 1939 році у місті проживало 4927 українців (67,8 %), 1250 євреїв (17,2 %), 987 поляків (13,6 %) та 67 росіян (0,9 %).
У 2001 році українці становили близько 95 % населення, росіяни ~2,5 %, поляки ~2 %.
Населення 19 761 мешканців (2011).

### Мова
Розподіл населення за рідною мовою за даними перепису 2001 року:
| Мова            | Відсоток |
| --------------- | -------- |
| українська      | 96,94 %  |
| російська       | 2,78 %   |
| інші/не вказали | 0,28 %   |

## Промисловість
Місто Красилів є промислово розвинутою зоною Хмельницької області. Жодне з промислових підприємств, що діяли за часів Радянського Союзу, не припиняло роботу: машинобудівний, цукровий, агрегатний заводи, хлібзавод, газокомпресорна станція компанії «Укртрансгаз».
Красилівський агрегатний завод було створено у вересні 1968 року як філію при Київському виробничому об'єднанні імені Артема за розпорядженням Міністерства Авіаційної промисловості СРСР. Мета створення — забезпечення виготовлення деталей до виробів авіаційної техніки.
У 1996 році на базі Красилівського машинобудівного заводу було створено ряд вузькоспеціалізованих підприємств:
- ТОВ «Завод Атонмаш» — лідер в Україні з випуску побутової опалювальної техніки. На сьогодні випущено вже більше 0,5 млн побутових котлів.
- ТОВ «Завод Котломаш» — спеціалізується на виробництві промислових опалювальних котлів, блочних котелень.
- ТОВ «Петрометал-Красилів» — спеціалізується на виробництві ємкісної продукції, зокрема танків для зберігання пального на АЗС.
- Ливарне виробництво — виділено в окреме підприємство, спеціалізується на виробництві гальмівних колодок для залізничного транспорту.
- ТОВ «Красилівмаш» — спеціалізується на виробництві сільськогосподарської техніки.

За часів незалежності розпочали свою діяльність новостворені підприємства:
- ЗАТ «Оболонь — Красилівське». Підприємство випускає всю номенклатуру напоїв ТМ Оболонь, окрім пива. На підприємстві випускається вода «Прозора».
- Завод «Wix-Filtron». Підприємство спеціалізується на виробництві фільтрів для автомобільної техніки.
- Хлібзавод «Мамин хліб». Підприємство випускає близько 150 видів хлібобулочних виробів.
- ТОВ «Арсенюк-Штефанік». Компанія є власником готелю «Парадіз», працює в галузі продажу та сервісу автомобільної техніки, автобусних перевезень.
- ТОВ «Агропартнер — 1» (цукровий завод).

## Охорона здоров'я

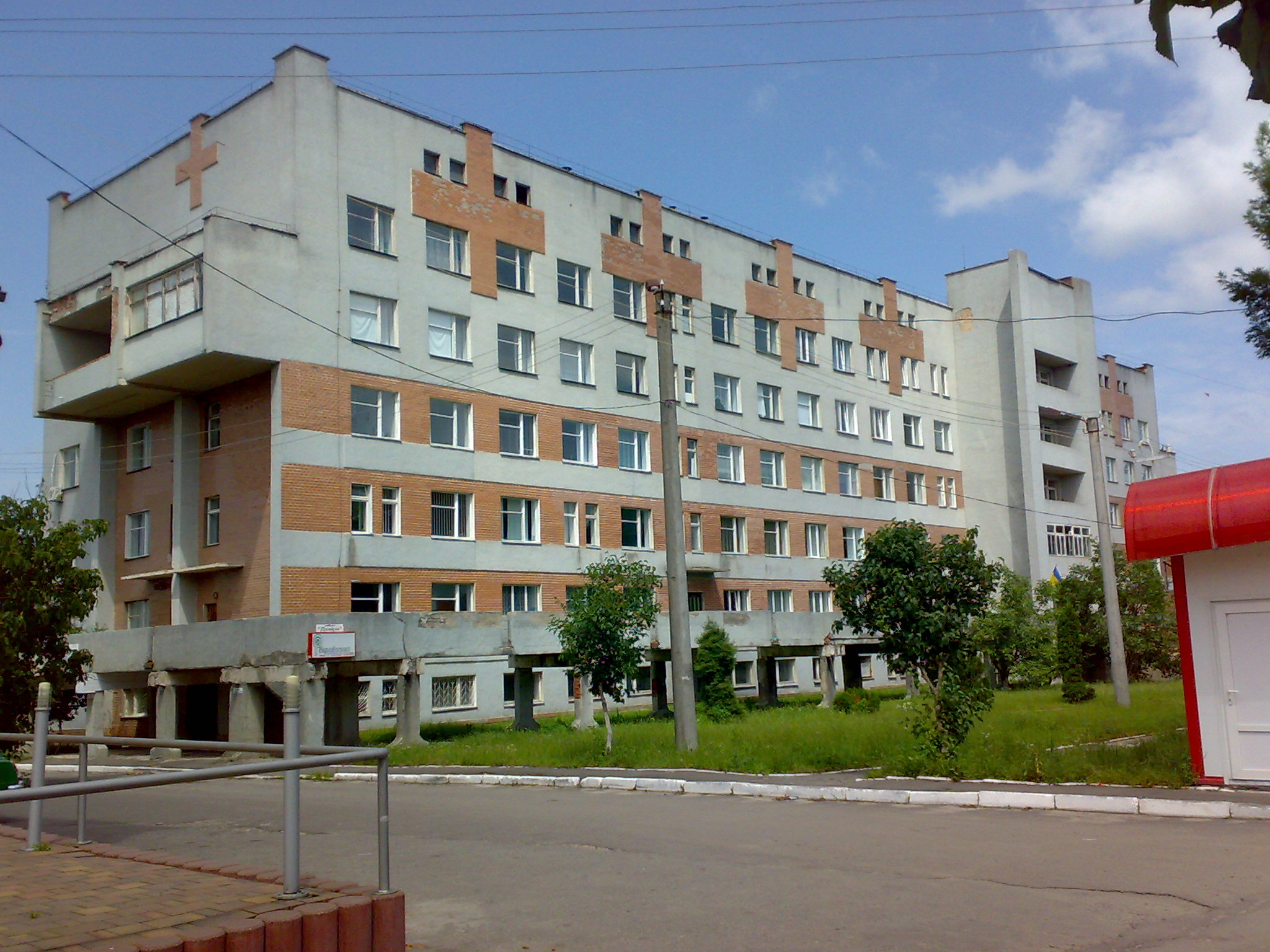
Красилівська міська лікарня

Медичне обслуговування в місті здійснює Красилівська міська лікарня (вул. Грушевського, 140).

## Транспорт
Вокзал станції Красилів розташований за 3 км від центра міста в селі Щиборівка, на станції зупиняються дизель-поїзди та пасажирські поїзди далекого сполучення.
Єдиним видом громадського транспорту у місті є автобус.

## Релігія
7 вересня 2013 року Святійший Патріарх Філарет звершив чин освячення храму Святої Трійці та Божественну літургію.

## Відомі люди
- Гнатюк Юрій Вікторович (1990—2016) — боєць ДУК «Правий сектор», загинув 2016 року в боях за Авдіївку.
- Гуцуляк Олексій Олександрович (нар. 1997) — український футболіст.
- Іщук Олексій Васильович (1990—2017) — сержант Збройних сил України, учасник російсько-української війни.
- Кацал Микола Лукич (1940—2016) — український хоровий диригент, засновник хору хлопчиків, а тепер Львівської Державної Академічної чоловічої хорової капели Дударик, Заслужений діяч мистецтв України, лауреат Національної премії України ім. Т. Г. Шевченка, Народний артист України
- Кізюн Петро Кіндратович (1917—1979) — Герой Радянського Союзу.
- Ковалець Сергій Іванович (нар. 1968) — український радянський футболіст і тренер, вихованець ДЮСШ м. Красилів.
- Кондратюк Максим Володимирович (1993—2019) — старший сержант Збройних сил України, учасник російсько-української війни.
- Полянчук Сергій Андрійович (нар. 1988) — футболіст.
- Цудзевич Борис Олександрович (1939—2015) — український науковець-біохімік, педагог, доктор біологічних наук.